# پینتینیو
کارلوس آلبرتو گومس مونترو با نام مستعار پینتینیو (پرتغالی: Pintinho؛ زادهٔ ۲۵ ژوئن ۱۹۵۴) بازیکن فوتبال اهل برزیل بود.
از باشگاه‌هایی که در آن بازی کرده‌است می‌توان به باشگاه ورزشی فارنسی، باشگاه فوتبال سویا، باشگاه فوتبال کادیس، باشگاه ورزشی واسکو دوگاما، و باشگاه فوتبال فلومیننزه اشاره کرد.
وی همچنین در تیم ملی فوتبال برزیل بازی کرده‌است.